# Лісові насадження

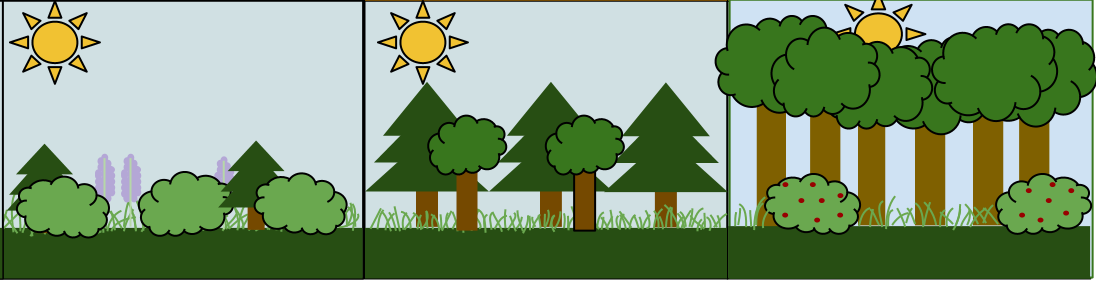

Лісове насадження — це ділянка лісу однорідна за деревною, чагарниковою рослинністю та живим надґрунтовим вкриттям. Є головним складовим елементом лісу.
У насадженні виділяють такі яруси: деревостан, підріст, підлісок, живе надґрунтове вкриття, які разом із позаярусною рослинністю складають наземну частину лісу. Коріння цих рослин, численні мікро- та макроорганізми, ґрунт, материнська гірська порода утворюють підземну частину лісу. Не кожне насадження має усі перелічені вище яруси.
Найважливішими ознаками лісового насадження є його таксаційні характеристики.

## Галерея

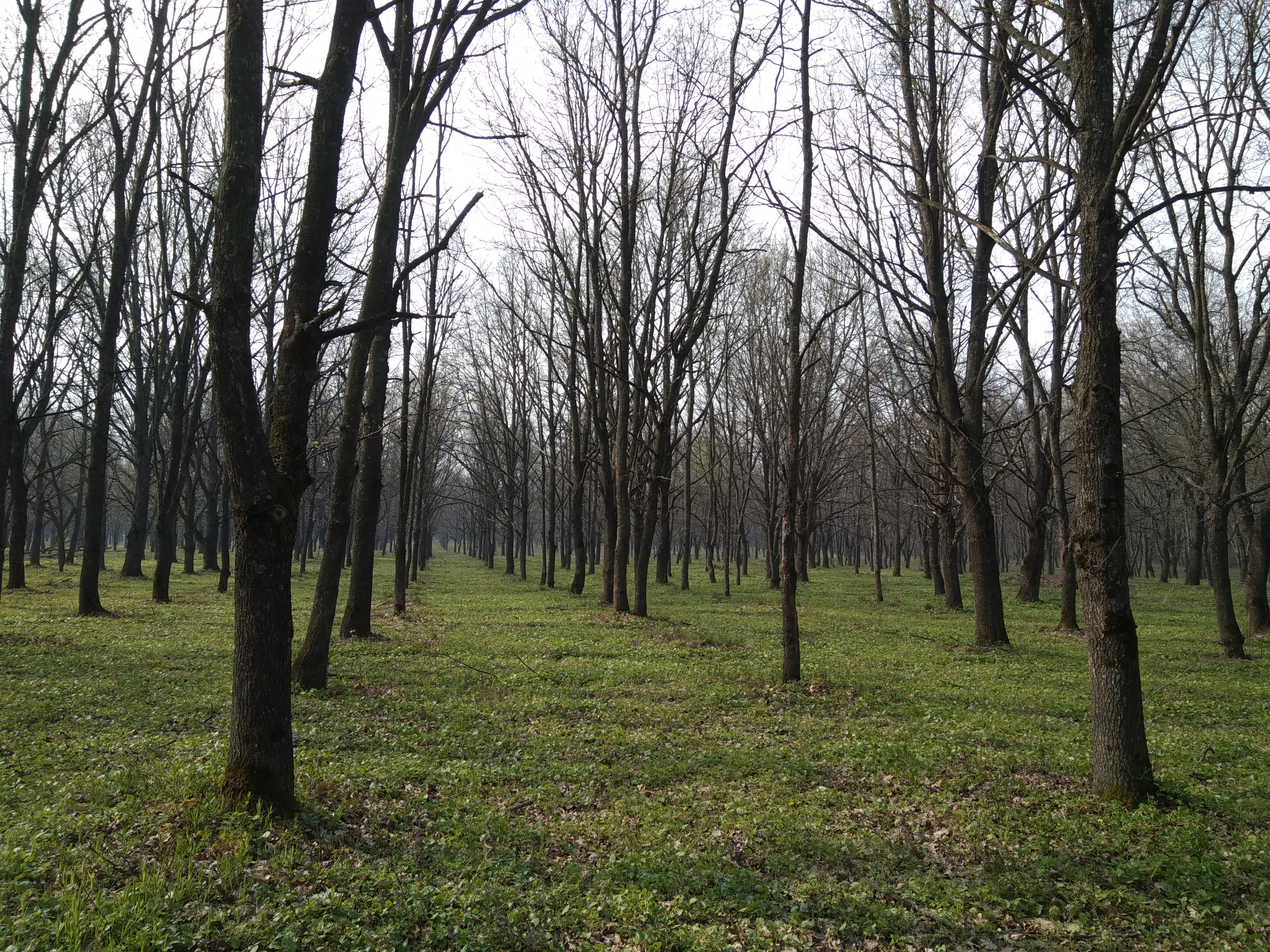
Штучні лісові насадження дуба звичайного в Сунківському лісництві (Черкаська область)